# Jeu van Bun
Pour les articles homonymes, voir Bun.
Johannes Wijbrandus Mathias van Bun, dit Jeu van Bun, né le 10 décembre 1918 à Maastricht et décédé le 18 décembre 2002, est un ancien footballeur international néerlandais. Il évoluait au poste de défenseur droit.

## Carrière
De 1947 à 1961, il joue au MVV Maastricht. De 1961 à 1962, il joue au Willem II Tilburg. Puis il joue au Sparta Rotterdam jusqu'en 1963.
Il reçoit un total de 11 sélections en équipe des Pays-Bas entre 1947 et 1949. Il dispute son premier match en équipe nationale le 7 avril 1947 contre la Belgique et son dernier le 12 juin 1949 contre le Danemark.
Il participe aux Jeux olympiques de 1948 organisés à Londres. Lors du tournoi olympique, il joue deux matchs, contre la république d'Irlande et la Grande-Bretagne.